# جوزيف جاي رينولدز
جوزيف جاي رينولدز (بالإنجليزية: Joseph J. Reynolds)‏ هو ضابط أمريكي، ولد في 4 يناير 1822 في فليمينغسبورغ في الولايات المتحدة، وتوفي في 25 فبراير 1899 في واشنطن العاصمة في الولايات المتحدة.